# Benitoiet
Het mineraal benitoiet is een barium-titaniumsilicaat, een verbinding van drie cyclosilicaten met barium en titanium met de molecuulformule BaTiSi3O9. Het is een cyclosilicaat. Het is naar de eerste vindplaats in 1907 genoemd, San Benito Country in Californië, waar het voor het eerst is beschreven. Het is doorzichtig tot doorschijnend, het heeft geen duidelijke kleur of is wit, roze, paars of blauw, het heeft een glasglans en een witte streepkleur. Het heeft een hexagonaal kristalsysteem en een slechte splijting in het kristalvlak [1011]. De massadichtheid is 3,6 kg/l, de hardheid is 6 tot 6,5 en het is niet radioactief. Benitoiet is zeldzaam. Het wordt in aders met natroliet gevonden, die groenschisten doorsnijden waar serpentijn in voorkomt. De typelocatie is de Benitoiet edelsteenmijn langs de rivier de San Benito in Californië, het vormt 1 cm grote kristallen. Er worden ook in Nieuw-Zeeland benitoieten met de kwalitiet van edelsteen gevonden. Het Smithsonian Institution in Washington D.C. heeft een geslepen steen van 7,80 karaat in de collectie.